# Milt Wagner
Milton „Milt” Wagner (ur. 20 lutego 1963 w Camden) – amerykański koszykarz, występujący na pozycjach rozgrywającego oraz rzucającego obrońcy, mistrz NBA z 1988 roku. Po zakończeniu kariery sportowej został trenerem.
W 1981 wystąpił w meczu gwiazd amerykańskich szkół średnich - McDonald’s All-American.
W latach 2000–2006 pracował na stanowisku koordynatora operacji koszykarskich w klubie Memphis Tigers, reprezentującym w NCAA uczelnię University of Memphis.
Jest jednym z nielicznych zawodników w historii, którzy zdobyli tytuł mistrza stanu szkół średnich (1979), mistrzostwo NCAA (1986) oraz NBA (1988).
Jest ojcem Dajuana Wagnera, gracza NBA oraz Prokomu Trefla Sopot.

## Osiągnięcia
Na podstawie, o ile nie zaznaczono inaczej.
NCAA
- Mistrz:
  - NCAA (1986)[6]
  - turnieju konferencji Metro (1983, 1986)
  - sezonu regularnego konferencji Metro (1983, 1984, 1986)
- 4. miejsce w turnieju NIT (1985)
- Uczestnik rozgrywek:
  - Final Four turnieju NCAA (1982, 1983, 1986)
  - Sweet Sixteen turnieju NCAA (1982, 1983, 1984, 1986)
- Zaliczony do I składu:
  - konferencji Metro (1984–1986)
  - Final Four NCAA (1983 przez AP)[7]
- Drużyna Louisville Cardinals zastrzegła należący do niego numer 20 (2000)

NBA
- Mistrz NBA (1988)[8]

Inne
- Wicemistrz CBA (1987, 1991)
- Awans do najwyższej klasy rozgrywkowej we Francji (1999)
- Zaliczony do I składu:
  - ligi izraelskiej (1994)
  - WBL (1991)

Trenerskie
(Jako asystent trenera.)
- Mistrz konferencji USA NCAA (2010)